# Vincent O'Keefe
Compléments
O'Keefe fut l'un des plus proches collaborateurs de Pedro Arrupe, Supérieur général des Jésuites
Vincent T. O’Keefe, né le 10 janvier 1920 à Jersey City (États-Unis) et mort le 22 juillet 2012 à Fordham, dans le Bronx (New York), est un enseignant et théologien jésuite américain. Il a présidé l'université jésuite de Fordham de 1963 à 1965.
Il seconde pendant dix-huit ans le Supérieur général de la Compagnie de Jésus Pedro Arrupe qui le désigne Vicaire général en 1981. Il est cependant immédiatement remplacé par un 'Délégué pontifical' nommé par le pape Jean-Paul II, qu'il assiste alors jusqu’à la Congrégation générale qui élira Peter-Hans Kolvenbach en 1983.

## Biographie

### Formation et vocation
Vincent O’Keefe naît le 10 janvier 1920 à Jersey City, le plus jeune d'une fratrie de huit enfants. Diplômé du collège St-Michaël de Union City, il entre dans la Compagnie de Jésus le 14 août 1937 à Wernersville en Pennsylvanie. Il poursuit des études de philosophie au scolasticat jésuite du Woodstock College (1941-1944) puis enseigne comme répétiteur à la Regis High School (en) de New York de 1944 à 1947.
O'Keefe est envoyé au théologat jésuite de Egenhoven-Louvain, en Belgique, pour les études de théologie préparatoire au sacerdoce. Il est ordonné prêtre le 24 août 1950. Il prononce ses vœux définitifs à Woodstock le 15 août 1954 où il enseigne par la suite la théologie fondamentale. Il a ensuite présidé l'université de Fordham de 1963 à 1965 qu'il ouvre à la mixité.

### Travail avec Pedro Arrupe
En 1965, il participe à la 31e Congrégation générale où il est élu assistant du nouveau Supérieur Général de la Compagnie de Jésus Pedro Arrupe. Lors de la 32e Congrégation Générale en 1975, il est élu Assistant général et Conseiller général. Il travaille ainsi avec Pedro Arrupe pendant près de dix-huit ans à la Curie généralice de la Compagnie de Jésus à Rome, œuvrant à l'aggiornamento' de la Compagnie de Jésus, tel que voulu par le concile Vatican II. Durant cette période, il est correspondant religieux pour ABC news, commentant notamment les élections papales ou les déplacements internationaux de Jean-Paul II.
Lorsque Pedro Arrupe est victime d'une thrombose au cerveau, il nomme Vincent O’Keefe 'Vicaire général' le 10 août 1981 conformément aux Constitutions de la Compagnie de Jésus, mais le Pape Jean-Paul II intervient bientôt pour le remplacer par le père Paolo Dezza comme son « Délégué pontifical personnel auprès de la Compagnie de Jésus », un poste inédit. Vincent O’Keefe assiste le père Dezza jusqu’à la Congrégation générale qui élira Peter-Hans Kolvenbach comme Supérieur Général, en septembre 1983.
La décision de Jean-Paul II choque de nombreux jésuites à travers le monde, autant par son extra-constitutionnalité que par le désaveu public ainsi infligé à un supérieur général très aimé. Elle met au grand jour combien le pape se méfie à l'époque de la Société.

### Dernières années
Vincent O’Keefe retourne alors à New York où il est Supérieur de la communauté jésuite de Fordham. Il est souvent sollicité à travers le monde auprès des membres de la Compagnie pour évoquer la mémoire de Pedro Arrupe ainsi que l'épisode douloureux de la défiance romaine, ne manquant pas de rappeler le vœu d'obéissance dans une démarche d'apaisement saluée par nombre de jésuites. Il meurt le 22 juillet 2012 à l'Université de Fordham dans le Bronx, à New York, et est inhumé au cimetière jésuite d'Auriesville.

## Vidéographie
- Memories of Father Arrupe, sur le site de la revue America en ligne

## Sources partielles
- Fordham Mourns Former University President, sur le site de l'université de Fordham, juillet 2012, nécrologie en ligne
- Fr. Vincent O’Keefe, SJ, Remembered, sur le site Jesuits. National jesuits news, 27/11/2012, article en ligne